# Petrus Parvus Rosæfontanus
Petrus Parvus Rosæfontanus (født før år 1500 – 27. august 1559) var en dansk digter og humanist, bror til Matthis Parvus Rosæfontanus. Han hed oprindelig Peder Lille, men kaldte sig aldrig for andet end Petrus Parvus med tilnavnet Rosæfontanus, formentlig efter byen Roskilde.
Han var digter, underviser, reformist og humanist. Humanist vil i den tids kontekst sige, at han var en del af den europæiske bevægelse, der vendte sig mod den katolske kirkes autoritet, – en kirke der i tæt samarbejde med den feudale magt, udstak de formynderiske og snævre rammer for menneskets udfoldelse.
Hans oprindelige navn, – Lille eller Litle, – har givet anledning til en antagelse om, at han skulle stamme fra den adelige familie Litle. Dette er der dog intet der tyder på. Derimod var der i Roskilde i den sidste del af 1400-tallet en borgerlig familie med navnet Lilde, som han muligvis har tilhørt.
Af statur har han svaret til sit navn, – han har fysisk været en temmelig lille mand, hvilket han også selv fremhævede i flere skrifter. I forordet til en bog skrevet af vennen Henrik Smed, beskriver han sig selv således:
"Jeg, Peder Lillemand fra Roskilde, ikke mindre de godes end de vellærdes Mand, den renere Dannelses Dyrkeres mindste mand."
Petrus Parvus blev i sine yngre år fascineret af de nye tanker og den nye humanistiske bevægelse, der førte frem til bruddet med katolicismen i Nordeuropa. Han beskriver Luther som en af sine åndelige læremestre, og var blandt de første, der bragte information om bevægelsen til Danmark.
Indtil omkring 1519 har han studeret i Rostock. I 1519 er han igen i Danmark og skriver forordet i vennen Henrik Smeds bog "Hortulus Synonyrum" udgivet 1520, hvorfra ovenstående citat stammer.
Nogle år herefter er der ingen sikre efterretninger om ham. I nogle historiske kilder antages det, at han har været i landflygtighed sammen med den fordrevne Christian 2. Muligvis skyldes denne antagelse en forveksling med hans bror Henrik Parvus som med sikkerhed vides, at have tjent Christian 2.
Omkring 1536 er Petrus Parvus tilbage i Danmark, men står tilsyneladende uden passende ansættelse. Den senere kongelige sekretær Herman Skeel skriver derfor et brev til Rigsråd Anders Bentsen Bille, hvor han beder rigsråden om hjælp til, at at den lærde og begavede Petrus Parvus tilbydes forhold, der kan sikre ham "føde og klæder". I brevet nævnes, at Petrus Parvus var kommet i vanære. For hvad nævnes ikke. Måske skyldtes det hans modstand mod den katolske kirke, eller måske har han vitterlig været landflygtig sammen med Christian 2. I 1537 får han en stilling som Lector Pædagogicus på Københavns universitet og underviste i "humanistiske dannelse", dvs. i forståelsen af den latinske skrive- og digtekunst.
I 1542 blev han professor i retorik, men det var stadig den klassiske dannelse han underviste i.
Han udgav flere latinske digte. Selvom produktionen ikke var stor, må den have været af en vis kvalitet, idet han som den første danske digter udnævntes af kong Christian 3. til "Poeta laureatus" ('laurbærkranset digter') med et digtervåben (en egegren med agern). Dette våbenskjold kan i dag ses i Birkerød Kirke, hvor det blev påsat prædikestolen af hans hans søn Christoffer, der var præst i samme kirke.
På trods af stillingen ved universitetet, synes hans materielle forhold at have været ringe. Under hans ansættelse har der på et tidspunkt været gældskrav mod ham. Universitetet har måttet indløse pantsætninger for ham, og ved hans død måtte universitetet yde hans kone hjælp til begravelsen.
Petrus Parvus Rosæfontanus døde den 27. august 1559. Han efterlod sin kone Anna og sønnen Christoffer og anses for at være stamfader til slægten Rosenkilde.